# 梅涅勞斯嶺
64°35′S 63°40′W / 64.583°S 63.667°W
梅涅勞斯嶺（英語：Menelaus Ridge），是南極洲的山嶺，位於帕默群島的昂韋爾島中部，屬於亞該亞山脈的一部分，海拔高度1,370米，在1955年由英國研究隊測量，現時由南極條約體系管理。